# Corvus bennetti
Corvus bennetti là một loài chim trong họ Corvidae.